# Liga Mistrzów w piłce siatkowej (2019/2020)
Liga Mistrzów 2019/2020 (oficjalna nazwa: 2020 CEV Volleyball Champions League) – 20. sezon Ligi Mistrzów rozgrywanej od 2000 roku (57. turniej ogólnie, wliczając Puchar Europy Mistrzów Krajowych), organizowanej przez Europejską Konfederację Piłki Siatkowej (CEV) w ramach europejskich pucharów dla 28 męskich klubowych zespołów siatkarskich Starego Kontynentu. Ze względu na pandemię COVID-19 rozgrywki zostały przerwane.

## System rozgrywek
Liga Mistrzów w sezonie 2019/2020 składa się z czterech faz: kwalifikacji play-off, fazy grupowej, fazy play-off oraz finału:
- Faza kwalifikacyjna play-off (1., 2. i 3. Runda): 10 drużyn podzielono na pary, walka toczyła się w  systemie pucharowym. W poszczególnych parach każda drużyna rozgrywała mecz i rewanż z pozostałymi. Dwóch zwycięzców 3. rundy eliminacyjnej awansuje do fazy grupowej.
- Faza grupowa (4. Runda): 20 drużyn podzielono na 5 grup. W poszczególnych grupach każda drużyna rozgrywa mecz i rewanż z pozostałymi. Do dalszych rundy play-off awansują zwycięzcy poszczególnych grup oraz trzy najlepsze zespoły z drugich miejsc.
- Faza play-off: będzie obejmować ćwierćfinały i półfinały. W ćwierćfinałach zespoły zostaną podzielone na 4 pary, tworząc drabinkę rozgrywek. Poszczególne pary będą rozgrywać mecz i rewanż. O awansie zadecydują kolejno: liczba wygranych spotkań liczba punktów, zwycięstwo w złotym secie granym do 15 punktów. Zwycięzcy awansują do półfinałów, gdzie obowiązują te same zasady co w poprzedniej rundzie.
- Finał: uczestniczą w nim zwycięzcy półfinałów. O zwycięstwie w Lidze Mistrzów zadecyduje jeden mecz, rozgrywany na neutralnym terenie. Gospodarz finału zostanie wyłoniony na drodze konkursu.

Edycja 2019/2020 będzie drugą edycją Ligi Mistrzów, w której nie zostanie zorganizowany turniej Final Four oraz nie będzie rozgrywany mecz o 3. miejsce. Faza play-off przyjmie formę identyczną do tej z Pucharu CEV i Pucharu Challenge, zastępując dotychczasowe 1/12 i 1/6 finałów. Zmniejszony został również udział zespołów zakwalifikowanych we wstępnych rundach w ogólnej liczbie uczestników fazy grupowej z 8 do 2.

## Drużyny uczestniczące

### Podział miejsc w rozgrywkach
W sezonie 2019/2020 w fazie grupowej Ligi Mistrzów weźmie udział 20 zespołów z 10 federacji siatkarskich zrzeszonych w CEV. Liczba drużyn uczestniczących w Lidze Mistrzów ustalona została na podstawie rankingu CEV dla europejskich rozgrywek klubowych.
Liczba zespołów kwalifikujących się do Ligi Mistrzów w sezonie 2019/2020:
- 3 drużyny z każdej z federacji zajmujących miejsce 1-3 w rankingu,
- 2 drużyny (+ 1 w kwalifikacjach) z każdej z federacji zajmujących miejsce 4-6 w rankingu,
- 1 drużyna (+ 1 w kwalifikacjach) z każdej z federacji zajmujących miejsca 7–9 w rankingu,
- 1 drużyna w kwalifikacjach z każdej z federacji zajmujących miejsca 10-56 w rankingu.

Prawo udziału w rozgrywkach można było uzyskać poprzez:
- zajęcie odpowiedniego miejsca w rozgrywkach ligowych,
- przejście fazy kwalifikacyjnej play-off.

### Uczestnicy
- Greenyard Maaseik (L1)
- Knack Roeselare (L2)
- VK Jihostroj České Budějovice (L1)
- Tours VB (L1)
- Berlin Recycling Volleys(L1)
- VfB Friedrichshafen (L2)
- Grupa Azoty ZAKSA Kędzierzyn-Koźle (L1)
- Verva Warszawa Orlen Paliwa (L2)
- Jastrzębski Węgiel (L3)
- Kuzbass Kemerowo (L1)
- Zenit Kazań (L2)
- Fakieł Nowy Urengoj (L3)
- ACH Volley Lublana (L1)
- Fenerbahçe HDI Sigorta (L1)
- Halkbank (L4)
- Cucine Lube Civitanova (L1)
- Sir Sicoma Monini Perugia (L2)
- Itas Trentino (L3)

Zakwalifikowane drużyny
- SL Benfica (L1)
- Vojvodina NS seme Nowy Sad (L1)

## Rozgrywki

### Faza grupowa
awans do fazy play-off

#### Grupa A
Tabela
| Lp. | Drużyna                       | Mecze | Mecze   | Mecze   | Pkt | Sety | Sety | Sety  | Małe punkty | Małe punkty | Małe punkty |
| Lp. | Drużyna                       | M     | W (3:2) | P (2:3) | Pkt | wyg. | prz. | ratio | zdob.       | str.        | ratio       |
| --- | ----------------------------- | ----- | ------- | ------- | --- | ---- | ---- | ----- | ----------- | ----------- | ----------- |
| 1   | Cucine Lube Civitanova        | 6     | 6 (0)   | 0 (0)   | 18  | 18   | 5    | 3.600 | 467         | 386         | 1.210       |
| 2   | Itas Trentino                 | 6     | 4 (2)   | 2 (0)   | 10  | 13   | 11   | 1.182 | 429         | 421         | 1.019       |
| 3   | VK Jihostroj České Budějovice | 6     | 2 (1)   | 4 (1)   | 6   | 10   | 14   | 0.714 | 388         | 437         | 0.888       |
| 4   | Fenerbahçe HDI Sigorta        | 6     | 0 (0)   | 6 (2)   | 2   | 7    | 18   | 0.389 | 439         | 479         | 0.916       |

Źródło: cev.eu
Punktacja: 3:0 i 3:1 – 3 pkt; 3:2 – 2 pkt; 2:3 – 1 pkt; 1:3 i 0:3 – 0 pkt
Zasady ustalania kolejności: 1. liczba zwycięstw; 2. liczba punktów; 3. stosunek setów; 4. stosunek małych punktów; 5. bilans w bezpośrednich meczach
Wyniki spotkań
| Data       | Godz. | Drużyna 1                     | Wynik | Drużyna 2                     | 1     | 2     | 3     | 4     | 5     | Widzów | *  |
| ---------- | ----- | ----------------------------- | ----- | ----------------------------- | ----- | ----- | ----- | ----- | ----- | ------ | -- |
| 05.12.2019 | 18:00 | Fenerbahçe HDI Sigorta        | 2:3   | VK Jihostroj České Budějovice | 20:25 | 25:21 | 25:17 | 21:25 | 12:15 | 350    | 1  |
| 26.01.2020 | 18:00 | Cucine Lube Civitanova        | 3:0   | Itas Trentino                 | 25:21 | 25:18 | 25:15 |       |       | 3639   | 2  |
|            |       |                               |       |                               |       |       |       |       |       |        |    |
| 12.12.2019 | 18:00 | VK Jihostroj České Budějovice | 1:3   | Cucine Lube Civitanova        | 18:25 | 25:21 | 13:25 | 22:25 |       | 2350   | 3  |
| 12.12.2019 | 20:30 | Itas Trentino                 | 3:2   | Fenerbahçe HDI Sigorta        | 21:25 | 23:25 | 25:18 | 25:17 | 16:14 | 2502   | 4  |
|            |       |                               |       |                               |       |       |       |       |       |        |    |
| 19.12.2019 | 18:30 | Fenerbahçe HDI Sigorta        | 1:3   | Cucine Lube Civitanova        | 15:25 | 19:25 | 25:20 | 17:25 |       | 1238   | 5  |
| 19.12.2019 | 20:30 | Itas Trentino                 | 3:0   | VK Jihostroj České Budějovice | 25:11 | 25:16 | 25:21 |       |       | 2772   | 6  |
|            |       |                               |       |                               |       |       |       |       |       |        |    |
| 28.01.2020 | 20:30 | Cucine Lube Civitanova        | 3:1   | VK Jihostroj České Budějovice | 25:21 | 25:19 | 21:25 | 25:19 |       | 2599   | 7  |
| 30.01.2020 | 18:00 | Fenerbahçe HDI Sigorta        | 1:3   | Itas Trentino                 | 25:17 | 22:25 | 27:29 | 20:25 |       | 780    | 8  |
|            |       |                               |       |                               |       |       |       |       |       |        |    |
| 13.02.2020 | 17:00 | VK Jihostroj České Budějovice | 3:0   | Fenerbahçe HDI Sigorta        | 25:23 | 25:23 | 25:21 |       |       | 2300   | 9  |
| 13.02.2020 | 20:30 | Itas Trentino                 | 1:3   | Cucine Lube Civitanova        | 26:24 | 29:31 | 17:25 | 22:25 |       | 3073   | 10 |
|            |       |                               |       |                               |       |       |       |       |       |        |    |
| 19.02.2020 | 17:00 | VK Jihostroj České Budějovice | 2:3   | Itas Trentino                 | 25:21 | 25:22 | 15:25 | 22:25 | 11:15 | 2500   | 11 |
| 19.02.2020 | 20:30 | Cucine Lube Civitanova        | 3:1   | Fenerbahçe HDI Sigorta        | 25:17 | 21:25 | 25:18 | 25:22 |       | 3595   | 12 |

#### Grupa B
Tabela
| Lp. | Drużyna                  | Mecze | Mecze   | Mecze   | Pkt | Sety | Sety | Sety  | Małe punkty | Małe punkty | Małe punkty |
| Lp. | Drużyna                  | M     | W (3:2) | P (2:3) | Pkt | wyg. | prz. | ratio | zdob.       | str.        | ratio       |
| --- | ------------------------ | ----- | ------- | ------- | --- | ---- | ---- | ----- | ----------- | ----------- | ----------- |
| 1   | Fakieł Nowy Urengoj      | 6     | 5 (2)   | 1 (0)   | 13  | 15   | 8    | 1.875 | 413         | 373         | 1.107       |
| 2   | Kuzbass Kemerowo         | 6     | 4 (1)   | 2 (1)   | 12  | 14   | 9    | 1.556 | 410         | 402         | 1.020       |
| 3   | Berlin Recycling Volleys | 6     | 2 (1)   | 4 (2)   | 7   | 11   | 14   | 0.786 | 425         | 430         | 0.988       |
| 4   | ACH Volley Lublana       | 6     | 1 (1)   | 5 (2)   | 4   | 8    | 17   | 0.471 | 421         | 464         | 0.907       |

Źródło: cev.eu
Punktacja: 3:0 i 3:1 – 3 pkt; 3:2 – 2 pkt; 2:3 – 1 pkt; 1:3 i 0:3 – 0 pkt
Zasady ustalania kolejności: 1. liczba zwycięstw; 2. liczba punktów; 3. stosunek setów; 4. stosunek małych punktów; 5. bilans w bezpośrednich meczach
Wyniki spotkań
| Data       | Godz. | Drużyna 1                | Wynik | Drużyna 2                | 1     | 2     | 3     | 4     | 5     | Widzów | *  |
| ---------- | ----- | ------------------------ | ----- | ------------------------ | ----- | ----- | ----- | ----- | ----- | ------ | -- |
| 03.12.2019 | 19:30 | Berlin Recycling Volleys | 3:0   | ACH Volley Lublana       | 25:21 | 25:15 | 26:24 |       |       | 4219   | 1  |
| 04.12.2019 | 19:00 | Kuzbass Kemerowo         | 3:0   | Fakieł Nowy Urengoj      | 26:24 | 25:21 | 25:18 |       |       | 3000   | 2  |
|            |       |                          |       |                          |       |       |       |       |       |        |    |
| 11.12.2019 | 19:00 | Fakieł Nowy Urengoj      | 3:0   | Berlin Recycling Volleys | 25:22 | 25:18 | 25:17 |       |       | 2100   | 3  |
| 11.12.2019 | 18:00 | ACH Volley Lublana       | 3:2   | Kuzbass Kemerowo         | 25:23 | 25:16 | 25:27 | 23:25 | 19:17 | 2488   | 4  |
|            |       |                          |       |                          |       |       |       |       |       |        |    |
| 17.12.2019 | 19:00 | Fakieł Nowy Urengoj      | 3:1   | ACH Volley Lublana       | 24:26 | 25:20 | 25:19 | 25:16 |       | 2600   | 5  |
| 18.12.2019 | 19:30 | Berlin Recycling Volleys | 1:3   | Kuzbass Kemerowo         | 17:25 | 23:25 | 25:19 | 19:25 |       | 4311   | 6  |
|            |       |                          |       |                          |       |       |       |       |       |        |    |
| 28.01.2020 | 19:30 | Berlin Recycling Volleys | 2:3   | Fakieł Nowy Urengoj      | 25:21 | 25:15 | 20:25 | 22:25 | 10:15 | 4583   | 7  |
| 29.01.2020 | 19:00 | Kuzbass Kemerowo         | 3:0   | ACH Volley Lublana       | 25:19 | 25:23 | 25:21 |       |       | 3000   | 8  |
|            |       |                          |       |                          |       |       |       |       |       |        |    |
| 12.02.2020 | 19:00 | Fakieł Nowy Urengoj      | 3:0   | Kuzbass Kemerowo         | 25:21 | 25:16 | 25:20 |       |       | 2500   | 10 |
| 12.02.2020 | 18:00 | ACH Volley Lublana       | 2:3   | Berlin Recycling Volleys | 25:22 | 25:19 | 16:25 | 22:25 | 12:15 | 2343   | 9  |
|            |       |                          |       |                          |       |       |       |       |       |        |    |
| 19.02.2020 | 19:00 | Kuzbass Kemerowo         | 3:2   | Berlin Recycling Volleys | 22:25 | 25:19 | 25:14 | 20:25 | 15:8  | 3000   | 11 |
| 19.02.2020 | 18:00 | ACH Volley Lublana       | 2:3   | Fakieł Nowy Urengoj      | 18:25 | 25:23 | 25:20 | 18:25 | 11:15 | 2098   | 12 |

#### Grupa C
Tabela
| Lp. | Drużyna              | Mecze | Mecze   | Mecze   | Pkt | Sety | Sety | Sety  | Małe punkty | Małe punkty | Małe punkty |
| Lp. | Drużyna              | M     | W (3:2) | P (2:3) | Pkt | wyg. | prz. | ratio | zdob.       | str.        | ratio       |
| --- | -------------------- | ----- | ------- | ------- | --- | ---- | ---- | ----- | ----------- | ----------- | ----------- |
| 1   | Jastrzębski Węgiel   | 6     | 5 (1)   | 1 (1)   | 15  | 17   | 6    | 2.833 | 428         | 360         | 1.189       |
| 2   | VC Greenyard Maaseik | 6     | 4 (3)   | 2 (0)   | 9   | 12   | 13   | 0.923 | 433         | 467         | 0.927       |
| 3   | Zenit Kazań          | 6     | 3 (0)   | 3 (2)   | 11  | 14   | 11   | 1.273 | 483         | 448         | 1.078       |
| 4   | Halkbank             | 6     | 0 (0)   | 6 (1)   | 1   | 5    | 18   | 0.278 | 401         | 470         | 0.853       |

Źródło: cev.eu
Punktacja: 3:0 i 3:1 – 3 pkt; 3:2 – 2 pkt; 2:3 – 1 pkt; 1:3 i 0:3 – 0 pkt
Zasady ustalania kolejności: 1. liczba zwycięstw; 2. liczba punktów; 3. stosunek setów; 4. stosunek małych punktów; 5. bilans w bezpośrednich meczach
Wyniki spotkań
| Data       | Godz. | Drużyna 1          | Wynik | Drużyna 2          | 1     | 2     | 3     | 4     | 5     | Widzów | *  |
| ---------- | ----- | ------------------ | ----- | ------------------ | ----- | ----- | ----- | ----- | ----- | ------ | -- |
| 04.12.2019 | 17:30 | Halkbank           | 2:3   | Greenyard Maaseik  | 25:20 | 25:23 | 27:29 | 20:25 | 10:15 | 1850   | 1  |
| 18.01.2020 | 19:00 | Zenit Kazań        | 2:3   | Jastrzębski Węgiel | 25:18 | 16:25 | 25:20 | 22:25 | 14:16 | 3200   | 2  |
|            |       |                    |       |                    |       |       |       |       |       |        |    |
| 11.12.2019 | 18:00 | Jastrzębski Węgiel | 3:0   | Halkbank           | 25:17 | 25:17 | 25:21 |       |       | 2269   | 3  |
| 11.12.2019 | 20:30 | Greenyard Maaseik  | 3:2   | Zenit Kazań        | 20:25 | 18:25 | 25:23 | 25:22 | 20:18 | 2000   | 4  |
|            |       |                    |       |                    |       |       |       |       |       |        |    |
| 18.12.2019 | 17:30 | Halkbank           | 1:3   | Zenit Kazań        | 26:24 | 23:25 | 20:25 | 22:25 |       | 2100   | 5  |
| 19.12.2019 | 18:00 | Jastrzębski Węgiel | 3:0   | Greenyard Maaseik  | 25:17 | 25:20 | 25:21 |       |       | 2300   | 6  |
|            |       |                    |       |                    |       |       |       |       |       |        |    |
| 29.01.2020 | 17:30 | Halkbank           | 0:3   | Jastrzębski Węgiel | 18:25 | 18:25 | 15:25 |       |       | 1100   | 7  |
| 29.01.2020 | 19:00 | Zenit Kazań        | 3:0   | Greenyard Maaseik  | 25:14 | 25:10 | 25:22 |       |       | 2100   | 8  |
|            |       |                    |       |                    |       |       |       |       |       |        |    |
| 12.02.2020 | 18:00 | Jastrzębski Węgiel | 3:1   | Zenit Kazań        | 25:18 | 30:28 | 19:25 | 25:23 |       | 3155   | 9  |
| 12.02.2020 | 20:30 | Greenyard Maaseik  | 3:1   | Halkbank           | 25:22 | 34:36 | 25:21 | 25:18 |       | 1500   | 10 |
|            |       |                    |       |                    |       |       |       |       |       |        |    |
| 19.02.2020 | 19:00 | Zenit Kazań        | 3:1   | Halkbank           | 25:23 | 23:25 | 25:19 | 25:15 |       | 2250   | 11 |
| 19.02.2020 | 20:30 | Greenyard Maaseik  | 3:2   | Jastrzębski Węgiel | 25:23 | 20:25 | 19:25 | 25:22 | 15:8  | 1700   | 12 |

#### Grupa D
Tabela
| Lp. | Drużyna                     | Mecze | Mecze   | Mecze   | Pkt | Sety | Sety | Sety  | Małe punkty | Małe punkty | Małe punkty |
| Lp. | Drużyna                     | M     | W (3:2) | P (2:3) | Pkt | wyg. | prz. | ratio | zdob.       | str.        | ratio       |
| --- | --------------------------- | ----- | ------- | ------- | --- | ---- | ---- | ----- | ----------- | ----------- | ----------- |
| 1   | Sir Sicoma Monini Perugia   | 6     | 6 (0)   | 0 (0)   | 18  | 18   | 4    | 4.500 | 453         | 376         | 1.205       |
| 2   | Tours VB                    | 6     | 3 (0)   | 3 (0)   | 9   | 9    | 11   | 0.818 | 354         | 379         | 0.934       |
| 3   | Verva Warszawa Orlen Paliwa | 6     | 2 (0)   | 4 (0)   | 6   | 9    | 12   | 0.750 | 381         | 387         | 0.984       |
| 4   | SL Benfica                  | 6     | 1 (0)   | 5 (0)   | 3   | 7    | 16   | 0.438 | 403         | 449         | 0.898       |

Źródło: cev.eu
Punktacja: 3:0 i 3:1 – 3 pkt; 3:2 – 2 pkt; 2:3 – 1 pkt; 1:3 i 0:3 – 0 pkt
Zasady ustalania kolejności: 1. liczba zwycięstw; 2. liczba punktów; 3. stosunek setów; 4. stosunek małych punktów; 5. bilans w bezpośrednich meczach
Wyniki spotkań
| Data       | Godz. | Drużyna 1                   | Wynik | Drużyna 2                   | 1     | 2     | 3     | 4     | 5 | Widzów | *  |
| ---------- | ----- | --------------------------- | ----- | --------------------------- | ----- | ----- | ----- | ----- | - | ------ | -- |
| 04.12.2019 | 19:00 | Verva Warszawa Orlen Paliwa | 3:0   | Tours VB                    | 25:15 | 25:22 | 25:23 |       |   | 1450   | 1  |
| 04.12.2019 | 20:30 | Sir Sicoma Monini Perugia   | 3:1   | SL Benfica                  | 25:18 | 24:26 | 25:15 | 25:19 |   | 2775   | 2  |
|            |       |                             |       |                             |       |       |       |       |   |        |    |
| 10.12.2019 | 17:15 | SL Benfica                  | 3:1   | Verva Warszawa Orlen Paliwa | 25:19 | 25:17 | 22:25 | 25:21 |   | 800    | 3  |
| 11.12.2019 | 20:00 | Tours VB                    | 0:3   | Sir Sicoma Monini Perugia   | 30:32 | 19:25 | 18:25 |       |   | 2720   | 4  |
|            |       |                             |       |                             |       |       |       |       |   |        |    |
| 17.12.2019 | 20:30 | Verva Warszawa Orlen Paliwa | 1:3   | Sir Sicoma Monini Perugia   | 17:25 | 25:23 | 21:25 | 24:26 |   | 5500   | 5  |
| 19.12.2019 | 20:00 | SL Benfica                  | 1:3   | Tours VB                    | 20:25 | 25:20 | 22:25 | 18:25 |   | 1400   | 6  |
|            |       |                             |       |                             |       |       |       |       |   |        |    |
| 29.01.2020 | 19:00 | Verva Warszawa Orlen Paliwa | 3:0   | SL Benfica                  | 25:21 | 25:13 | 25:22 |       |   | 1987   | 7  |
| 29.01.2020 | 20:30 | Sir Sicoma Monini Perugia   | 3:0   | Tours VB                    | 25:21 | 25:15 | 25:21 |       |   | 2784   | 8  |
|            |       |                             |       |                             |       |       |       |       |   |        |    |
| 12.02.2020 | 20:00 | Tours VB                    | 3:0   | Verva Warszawa Orlen Paliwa | 25:21 | 25:21 | 25:20 |       |   | 2750   | 9  |
| 13.02.2020 | 20:00 | SL Benfica                  | 1:3   | Sir Sicoma Monini Perugia   | 24:26 | 21:25 | 25:22 | 17:25 |   | 1229   | 10 |
|            |       |                             |       |                             |       |       |       |       |   |        |    |
| 19.02.2020 | 20:00 | Tours VB                    | 3:1   | SL Benfica                  | 25:23 | 22:25 | 25:23 | 25:17 |   | 3050   | 11 |
| 19.02.2020 | 20:30 | Sir Sicoma Monini Perugia   | 3:1   | Verva Warszawa Orlen Paliwa | 25:17 | 25:27 | 25:17 | 25:19 |   | 2850   | 12 |

#### Grupa E
Tabela
| Lp. | Drużyna                            | Mecze | Mecze   | Mecze   | Pkt | Sety | Sety | Sety  | Małe punkty | Małe punkty | Małe punkty |
| Lp. | Drużyna                            | M     | W (3:2) | P (2:3) | Pkt | wyg. | prz. | ratio | zdob.       | str.        | ratio       |
| --- | ---------------------------------- | ----- | ------- | ------- | --- | ---- | ---- | ----- | ----------- | ----------- | ----------- |
| 1   | Grupa Azoty ZAKSA Kędzierzyn-Koźle | 6     | 6 (0)   | 0 (0)   | 18  | 18   | 0    | MAX   | 375         | 292         | 1.284       |
| 2   | Knack Roeselare                    | 6     | 4 (1)   | 2 (0)   | 11  | 12   | 9    | 1.333 | 402         | 402         | 1.000       |
| 3   | VfB Friedrichshafen                | 6     | 2 (1)   | 4 (0)   | 5   | 7    | 14   | 0.500 | 394         | 416         | 0.947       |
| 4   | Vojvodina NS seme Nowy Sad         | 6     | 0 (0)   | 6 (2)   | 2   | 4    | 18   | 0.222 | 378         | 439         | 0.861       |

Źródło: cev.eu
Punktacja: 3:0 i 3:1 – 3 pkt; 3:2 – 2 pkt; 2:3 – 1 pkt; 1:3 i 0:3 – 0 pkt
Zasady ustalania kolejności: 1. liczba zwycięstw; 2. liczba punktów; 3. stosunek setów; 4. stosunek małych punktów; 5. bilans w bezpośrednich meczach
Wyniki spotkań
| Data       | Godz. | Drużyna 1                          | Wynik | Drużyna 2                          | 1     | 2     | 3     | 4     | 5     | Widzów | *  |
| ---------- | ----- | ---------------------------------- | ----- | ---------------------------------- | ----- | ----- | ----- | ----- | ----- | ------ | -- |
| 03.12.2019 | 18:00 | Grupa Azoty ZAKSA Kędzierzyn-Koźle | 3:0   | Vojvodina NS seme Nowy Sad         | 25:20 | 25:21 | 25:21 |       |       | 1100   | 1  |
| 04.12.2019 | 20:00 | VfB Friedrichshafen                | 0:3   | Knack Roeselare                    | 23:25 | 21:25 | 15:25 |       |       | 1197   | 2  |
|            |       |                                    |       |                                    |       |       |       |       |       |        |    |
| 10.12.2019 | 18:00 | Vojvodina NS seme Nowy Sad         | 0:3   | VfB Friedrichshafen                | 20:25 | 21:25 | 20:25 |       |       | 3500   | 3  |
| 10.12.2019 | 20:30 | Knack Roeselare                    | 0:3   | Grupa Azoty ZAKSA Kędzierzyn-Koźle | 17:25 | 19:25 | 21:25 |       |       | 1600   | 4  |
|            |       |                                    |       |                                    |       |       |       |       |       |        |    |
| 17.12.2019 | 18:00 | Vojvodina NS seme Nowy Sad         | 2:3   | Knack Roeselare                    | 21:25 | 20:25 | 25:22 | 25:22 | 12:15 | 1000   | 5  |
| 18.12.2019 | 20:00 | VfB Friedrichshafen                | 0:3   | Grupa Azoty ZAKSA Kędzierzyn-Koźle | 23:25 | 22:25 | 20:25 |       |       | 1450   | 6  |
|            |       |                                    |       |                                    |       |       |       |       |       |        |    |
| 28.01.2020 | 18:00 | Grupa Azoty ZAKSA Kędzierzyn-Koźle | 3:0   | Knack Roeselare                    | 25:19 | 25:18 | 25:20 |       |       | 1200   | 7  |
| 29.01.2020 | 20:00 | VfB Friedrichshafen                | 3:2   | Vojvodina NS seme Nowy Sad         | 23:25 | 25:18 | 17:25 | 25:20 | 15:13 | 1181   | 8  |
|            |       |                                    |       |                                    |       |       |       |       |       |        |    |
| 11.02.2020 | 18:00 | Vojvodina NS seme Nowy Sad         | 0:3   | Grupa Azoty ZAKSA Kędzierzyn-Koźle | 11:25 | 22:25 | 18:25 |       |       | 1500   | 9  |
| 11.02.2020 | 20:30 | Knack Roeselare                    | 3:1   | VfB Friedrichshafen                | 28:26 | 26:28 | 25:19 | 25:17 |       | 1500   | 10 |
|            |       |                                    |       |                                    |       |       |       |       |       |        |    |
| 19.02.2020 | 18:00 | Grupa Azoty ZAKSA Kędzierzyn-Koźle | 3:0   | VfB Friedrichshafen                | 25:21 | 25:21 | 25:22 |       |       | 1100   | 11 |
| 19.02.2020 | 20:30 | Knack Roeselare                    | 3:0   | Vojvodina NS seme Nowy Sad         | 28:26 | 25:20 | 25:18 |       |       | 1650   | 12 |

### Ćwierćfinały
| Data       | Godz. | Drużyna 1           | Wynik | Drużyna 2                          | 1     | 2     | 3     | 4     | 5     | Widzów | * |
| ---------- | ----- | ------------------- | ----- | ---------------------------------- | ----- | ----- | ----- | ----- | ----- | ------ | - |
| 04.03.2020 | 20:30 | Knack Roeselare     | 0:3   | Cucine Lube Civitanova             | 29:31 | 14:25 | 16:25 |       |       | 2000   | 1 |
|            |       | Knack Roeselare     |       | Cucine Lube Civitanova             |       |       |       |       | 2     |        |   |
|            |       | Itas Trentino       |       | Jastrzębski Węgiel                 |       |       |       |       |       |        | 3 |
|            |       | Itas Trentino       |       | Jastrzębski Węgiel                 |       |       |       |       | 4     |        |   |
| 04.03.2020 | 19:00 | Fakieł Nowy Urengoj | 1:3   | Sir Sicoma Monini Perugia          | 23:25 | 21:25 | 25:22 | 21:25 |       | 2830   | 5 |
|            |       | Fakieł Nowy Urengoj |       | Sir Sicoma Monini Perugia          |       |       |       |       | 6     |        |   |
| 04.03.2020 | 19:00 | Kuzbass Kemerowo    | 2:3   | Grupa Azoty ZAKSA Kędzierzyn-Koźle | 25:22 | 24:26 | 25:17 | 26:28 | 14:16 | 3000   | 7 |
| 11.03.2020 | 18:00 | Kuzbass Kemerowo    | 3:1   | Grupa Azoty ZAKSA Kędzierzyn-Koźle | 21:25 | 25:23 | 25:18 | 25:20 |       |        | 8 |

- Rewanżowy mecz pomiędzy drużynami Cucine Lube Civitanova a Knack Roeselare nie odbędzie się w związku z rozprzestrzenianiem się koronawirusa we Włoszech. Obie drużyny zgodziły się na odwołanie meczu i uznanie wyniku pierwszego meczu rozegranego w Roeselare. Klub Cucine Lube Civitanova automatycznie awansował do półfinału Ligi Mistrzów[1].

### Półfinały
| Data | Godz. | Drużyna 1              | Wynik | Drużyna 2        | 1 | 2 | 3 | 4 | 5 | Widzów | * |
| ---- | ----- | ---------------------- | ----- | ---------------- | - | - | - | - | - | ------ | - |
|      |       | Cucine Lube Civitanova |       | ?                |   |   |   |   |   |        |   |
|      |       | Cucine Lube Civitanova |       | ?                |   |   |   |   |   |        |   |
|      |       | ?                      |       | Kuzbass Kemerowo |   |   |   |   |   |        |   |
|      |       | ?                      |       | Kuzbass Kemerowo |   |   |   |   |   |        |   |